# Giovanni Castiglione (1420-1460)
Giovanni Castiglione ( - 14 de abril de 1460) foi um cardeal italiano da Igreja Católica, bispo de Pavia.

## Biografia
Mais velho dos cinco filhos do Conde Palatino Maffiolo Castiglione e Angela Lampugnani. Era descendente do Papa Celestino IV.
Protonotário apostólico. Foi sacro orador e canonista de grande reputação. Foi secretário apostólico do Papa Eugênio IV.
Eleito bispo de Coutances em 2 de setembro de 1444. Legado papal na Inglaterra, em 1447. Transferido para a Sé de Pavia em 3 de outubro de 1453. Legado papal dos papas Nicolau V e Calisto III na Germânia, intervindo nas dietas de Ratisbona, em abril de 1454 e Frankfurt, em outubro de 1454, sua principal incumbência era de promover a guerra contra os turcos. Em 8 de setembro de 1455, ele estava com o papa na Basílica Patriarcal Vaticana para a cerimônia da partida da Cruzada. Legado ante o Imperador Frederico III em 1456. Ele foi promovido ao cardinalato a pedido do duque de Milão, Francesco Sforza.
Foi criado cardeal-presbítero no consistório de 17 de dezembro de 1456. Entrou em Roma a partir de sua legação na Germânia em 23 de fevereiro de 1457, recebeu o chapéu vermelho em consistório público em 24 de fevereiro de 1457 e recebeu o título de São Clemente em 9 de março de 1457. O Papa Pio II o nomeou núncio a latere em Marca de Ancona, em setembro de 1458, ocupando o cargo até sua morte. Abade commendatario do mosteiro de S. Abbondio, Como, em 1458.
Morreu em Macerata, em 14 de abril de 1460 e foi sepultado em Milão.

## Conclaves
- Conclave de 1458 - participou da eleição do Papa Pio II.